# Čermná ve Slezsku
Čermná ve Slezsku település Csehországban, az Opavai járásban. Čermná ve Slezsku Budišov nad Budišovkou, Vítkov és Svatoňovice településekkel határos. Lakosainak száma 379 fő (2024. január 1.).

## Népesség
A település lakosságának változását az alábbi diagram mutatja:
| Lakosok száma | 504  | 564  | 527  | 276  | 332  | 311  | 370  | 377  | 381  | 379  |
|               | 1869 | 1890 | 1921 | 1950 | 1980 | 2001 | 2017 | 2019 | 2022 | 2024 |